# 鮒味噌

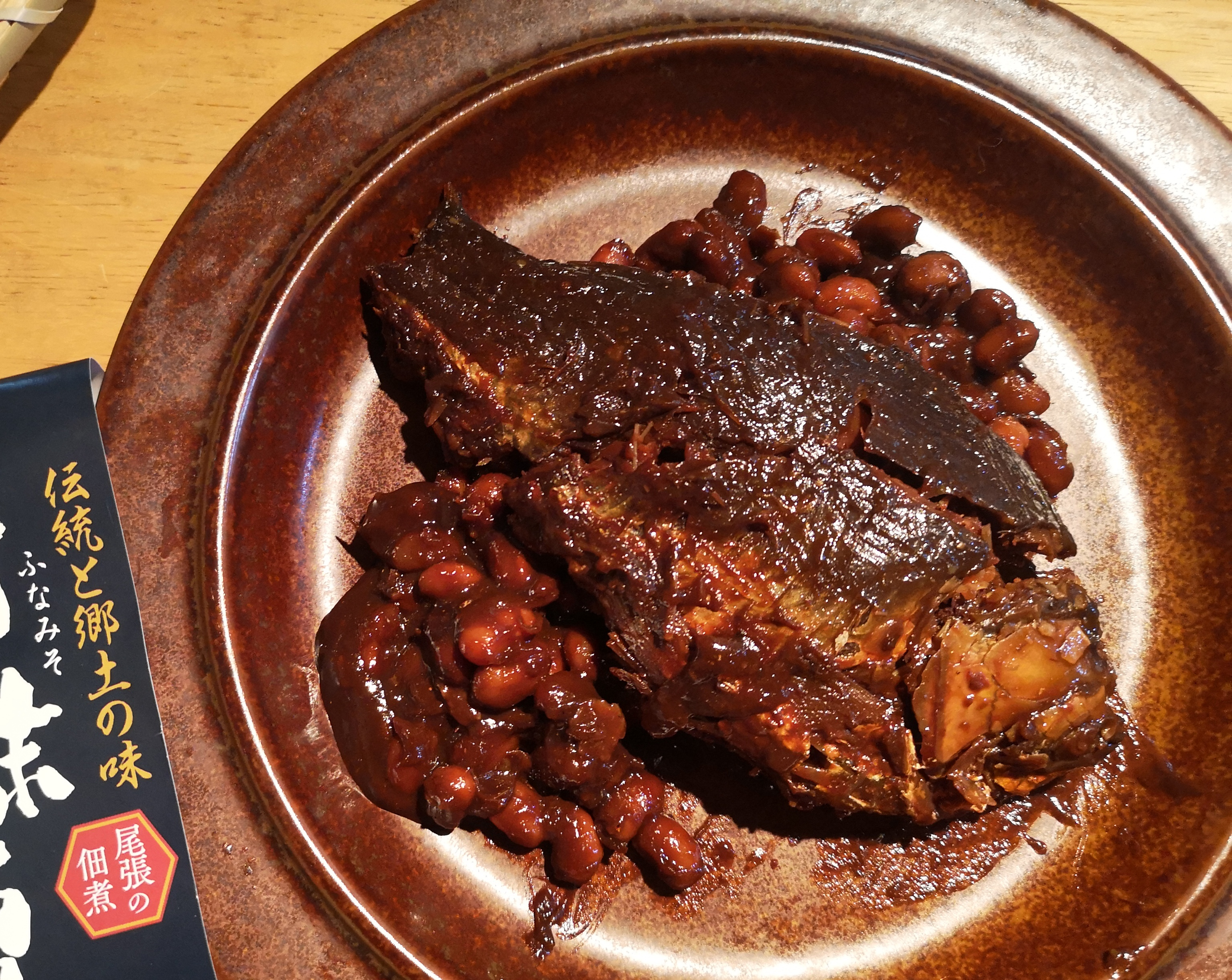
愛知県蟹江町の郷土料理「鮒味噌」

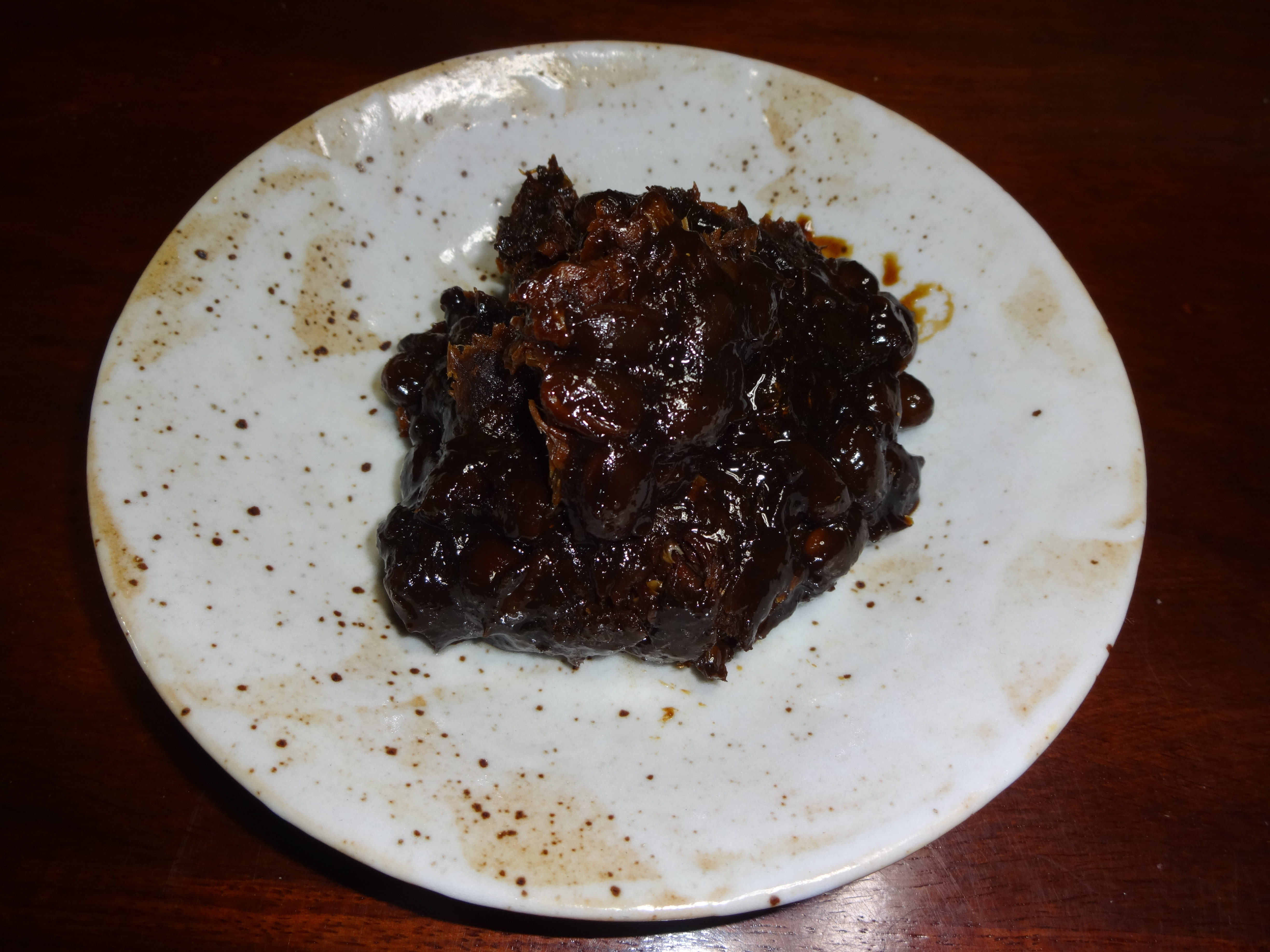
まめの入った鮒みそ

鮒味噌（ふなみそ）とは、淡水魚のフナと大豆を味噌で煮た料理。木曽三川とよばれる揖斐川・長良川・木曽川中流域・下流域の愛知県尾張地方西部や岐阜県美濃地方西南部・三重県木曽岬町および桑名市長島町などで作られている郷土料理の一つ。

## 郷土の味
愛知県尾張地方や岐阜県美濃地方ではギンブナを使用する。最初にはらわたを取り出したフナを丸ごと白焼きし、その後、半日ほど水に浸して戻した大豆を敷き詰めた鍋の中に並べ、番茶の煮出し汁で3〜4時間煮た後、八丁味噌などの豆味噌に酒と砂糖（ざらめ）を加え、更に2〜3時間ほど煮込んで出来上がる。好みでゴボウなどの野菜が加えられることもある。煮上がったフナは骨まで柔らかくなっており、子持ちの鮒（卵巣の発達した雌）は喜ばれる。鮒味噌は栄養価にも、保存にも優れた冬の味覚として知られている。ご飯のおかずとして食べるほか、冬季の保存食として食べる。
かつてはこれらの地方のほとんどの家庭で作られ、各家庭独自の味がある郷土料理であった。しかし、フナを入手し、食用とする機会が減ってしまい、作る家庭も少なくなってきている。だが今なお根強い需要があり、同地方のスーパーマーケットでは、冬季にはごく普通に販売される惣菜である。